# 蘇湖
蘇湖（1539年—？），字望涯，號带云，雲南大理府太和縣人，民籍，明朝政治人物。

## 生平
嘉靖四十三年（1564年）甲子科雲南鄉試第十名舉人。隆慶五年（1571年）中式辛未科會試第三百十二名，三甲第七十六名進士。刑部觀政，授广西藤县知县，丁憂歸。萬曆四年（1576年）复除浙江海宁县知县，丁憂，卒。

## 家族
曾祖蘇胤瑄；祖父蘇銳；父蘇鵬程，母李氏。具庆下。兄蘇愚（衛經歷）、蘇淮、蘇偉（知县）、蘇江。弟蘇浙、蘇沂。